# 11e armée de la Garde
Pour les articles homonymes, voir 11e armée.
La 11e armée de la Garde (en russe : 11-я гвардейская армия), de son nom complet la 11e armée de la Garde de l'ordre du Drapeau rouge (en russe : 11-я гвардейская Краснознамённая армия, abrégé en russe : 11 гв. КА), est une grande unité (n° d'unité 15215) des forces terrestres soviétiques puis russes, active de 1943 à 1997.

## Historique

### Seconde Guerre mondiale
Afin d'honorer ses prouesses au combat, la seconde formation de la 16e armée est rebaptisée 11e armée de la Garde le 1er mai 1943, conformément à une directive Stavka du 16 avril, sous le commandement du lieutenant-général Hovhannes Bagramian, promu au colonel général le 27 août. L'armée comprend les 8e et 16e corps de fusiliers de la Garde et une division de fusiliers directement contrôlée par le quartier général de l'armée. Le 1er juin 1943, la 11e armée se compose du 8e corps (11e, 26e (en) et 83e divisions (en)), du 16e corps (1re, 16e (en), 31e et 169e divisions (en)), les 5e (en), 18e, 84e (en), 108e et 217e divisions (en), plusieurs divisions d'artillerie, unités blindées et autres unités de soutien.
L'armée combat dans l'opération Koutouzov, au cours de laquelle elle comprend les 8e, 16e et 36e corps de fusiliers de la Garde, le 5e corps de chars et la 108e division de fusiliers. Débutant l'offensive le 12 juillet, l'armée franchit les lignes défensives principales et de réserve des forces allemandes à la fin de la première journée. L'unité avance de 70 kilomètres le 19 juillet et menace la ligne de communication des forces allemandes autour d'Orel. La 11e armée de la Garde est transférée sur le front de Briansk le 30 juillet et poursuit l'offensive vers le sud et le sud-ouest, contribuant à la défaite des troupes allemandes au sud d'Orel.
L'armée devient une unité du front de la Baltique (le deuxième front de la Baltique à partir du 20 octobre) le 15 octobre, et le 18 novembre celle-ci rejoint le premier front de la Baltique. Bagramian est promu et brièvement remplacé par le général de division Alexandre Ksenofontov en novembre, puis c'est le lieutenant-général Kouzma Galitski (promu colonel général le 28 juin 1944), qui commandera l'armée pour le reste de la guerre. L'armée est retirée dans la réserve du haut commandement suprême le 22 avril 1944 avant de revenir au front dans le cadre du troisième front biélorusse le 27 mai. Au cours des offensives de Minsk et de Vilnius de l'opération Bagration, l'armée, en collaboration avec d'autres unités, capture Orcha, Borissov, Molodechno, Alytus et traverse le Niémen. En octobre, l'armée perce les défenses allemandes aux abords de la Prusse-Orientale et atteint la frontière de cette dernière, puis avance dans les défenses frontalières allemandes et avance de 70 kilomètres après avoir étendu la percée à 75 kilomètres. Au cours de l'offensive de Prusse-Orientale de 1945, l'armée vainc les troupes allemandes autour d'Insterbourg, atteint la lagune de la Vistule et assiège Königsberg par le sud. L'unité est transférée dans le premier front de la Baltique le 13 février, avant de devenir le 25 février une unité du groupe de forces de Sambie du troisième front biélorusse. La 11e armée combat lors de la prise de la ville début avril, mettant fin à la bataille de Königsberg. Pendant l'offensive de Sambie (en), l'armée capture Pillau le 25 avril et achève la guerre en Sambie sur la presqu'île de la Vistule.
L'unité a également participé aux offensives de Bryansk, Gorodok (en) et Gumbinnen.

### Après-guerre
En juillet 1945, le quartier général de l'armée est utilisé pour former le quartier général du district militaire spécial. Le 26 février 1946, le quartier général du district est renommé quartier général de l'armée, faisant partie du district militaire de la Baltique. Une fois réformée, l'armée se compose du même corps avec lequel elle avait achevé la guerre — les 8e (Tcherniakhovsk), 16e (Kaliningrad) et 36e corps de la Garde (Goussev ; plus tard Tcherniakhovsk). La 84e division de fusiliers de la Garde du 36e corps est dissoute au cours de l'année. Durant l'hiver et au printemps, la 31e division de fusiliers de la Garde du 16e corps et la 18e division de fusiliers de la Garde du 36e corps sont renommées respectivement 29e et 30e divisions mécanisées de la Garde. En juin 1946, le 8e corps est transféré dans les forces aéroportées soviétiques et opère depuis Polotsk, ses 11e et 83e divisions de fusiliers de la Garde étant dissoutes.
De la fin de 1946 à 1956, la 11e armée se compose du 16e corps de fusiliers de la Garde (1re et 16e divisions de fusiliers de la Garde), et la 28e division mécanisée de la Garde, le 36e corps de fusiliers de la Garde (5e et 26e divisions de fusiliers de la Garde), la 30e division mécanisée de la Garde et la 1re division de chars (en) indépendante (l'ancien corps de chars). Le colonel général Pavel Batov commande l'armée entre 1950 et 1954. À l'été 1956, le 10e corps de fusiliers (en) arrive du district militaire de l'Oural ; la 26e division de fusiliers de la Garde et la 71e division mécanisée (en) (d'Ivanovo) lui sont subordonnées. Au printemps 1957, toutes les divisions de fusiliers de la Garde de l'armée et les 30e et 71e divisions mécanisées sont renommées en divisions de fusiliers motorisés. Seule la 30e conserve son numéro, la 71e devenant la 119e. La 28e division mécanisée de la Garde devient la 40e division de chars de la Garde. À la fin des années 1950, le corps de l'armée est dissous, ainsi que les 5e et 16e divisions de fusiliers motorisés de la Garde. En novembre 1964, la 30e division devient la 18e, et la 119e division devient la 265e, bien que cette dernière sera alors transférée en Extrême-Orient soviétique.
Pour le reste de la guerre froide, l'organisation de l'armée demeure pratiquement inchangée. Le 22 février 1968, l'unité reçoit l'Ordre du Drapeau rouge à l'occasion du 50e anniversaire des forces armées soviétiques. En août de la même année, la 18e division participe à l'invasion de la Tchécoslovaquie par le pacte de Varsovie et, à sa conclusion, rejoint le Groupement central des forces armées soviétiques en Tchécoslovaquie. Désormais, l'armée comprend quatre divisions : les 1re (basée à Kaliningrad) et 26e (Goussev) de fusiliers motorisés de la Garde, et les 40e ( Sovetsk) et 1re (Kaliningrad) de chars de la Garde. Les divisions de chars sont maintenues à un effectif plus important que les divisions de fusiliers motorisés, la 1re division de fusiliers motorisés de la Garde étant maintenu à un effectif réduit avec pratiquement aucune artillerie et peu de véhicules blindés. Le 28 août 1988, les bataillons de missiles des divisions de l'armée sont utilisés pour former la 463e brigade de missiles, directement subordonnée à l'état-major de l'armée.

### Déclin de l'URSS
Alors que la taille des forces soviétiques est réduite vers la fin de la guerre froide, la 26e division est réduite à la 5190e base de stockage d'armes et d'équipements de la Garde en septembre 1989. Lorsque les troupes soviétiques se retirent d'Europe de l'Est en 1991, la 18e division de fusiliers motorisés de la Garde revient à Goussev. Lors de la dissolution de la 5190e base de la Garde, la 11e brigade de missiles de la Garde est transféré à Tcherniakhovsk.
Au début de 1991, la 11e armée de la Garde comprend 620 chars, 753 BMP et BTR, 239 canons, mortiers et lance-roquettes multiples, 71 hélicoptères d'attaque et 38 hélicoptères de transport.
En septembre 1993, la 1re division de chars est réduite en 2e brigade de chars indépendante.
Le 19 novembre 1993, la 40e division de chars de la Garde stationnée à Sovetsk est réduite, devenant la 10e brigade de chars de la Garde. La 11e armée de la Garde est finalement dissoute le 1er février 1997 en étant rebaptisée « forces de défense terrestres et côtières de la flotte de la Baltique »,.
En juin 1997, la 10e brigade de chars de la Garde est rebaptisée 196e base de stockage d'armes et d'équipement de la Garde, avant sa dissolution définitive en 2008. En 1998, la 2e brigade de chars indépendante devint la 385e VKhVT.

## Commandants
Les généraux suivants ont commandé l'armée,,.
- Lieutenant général Hovhannes Bagramian (17 avril - 15 novembre 1943)
- Major général Alexandre Ksenofontov (16-25 novembre 1943)
- Colonel général Kouzma Galitski (26 novembre 1943 - 24 octobre 1946)
- Colonel général Alexandre Gorbatov (25 octobre 1946 - 27 mars 1950)
- Colonel général Pavel Batov (27 mars 1950 - 8 juin 1954)
- Colonel général Piotr Kochevoï (8 juin 1954 - 15 juillet 1955)
- Lieutenant général Iossif Goussakovski (15 juillet 1955 - 16 avril 1958)
- Major général (promu lieutenant général le 25 mai 1959) Iefim Marchenko (16 avril 1958 - 23 septembre 1960)
- Colonel général Mikhaïl Povali (23 septembre 1960 - 13 décembre 1961)
- Major général (promu lieutenant général le 27 avril 1962) Khachik Hamparian (13 décembre 1961 - 19 mars 1966)
- Major général (promu lieutenant général le 23 février 1967) Alexandre Altounine (19 mars 1966 - 28 juin 1968)
- Lieutenant général Iouri Naumenko (28 juin 1968 - 16 octobre 1971)
- Lieutenant général Dmitri Soukhoroukov (4 novembre 1971 - 20 mars 1974)
- Major général (promu lieutenant général le 14 février 1977) Alexandre Ivanov (20 mars 1974 - mars 1979)
- Major général (promu lieutenant général le 5 mai 1980) Iouri Petrov (mars 1979 - juillet 1982)
- Major général (promu lieutenant général le 28 avril 1984) Vladimir Platov (juillet 1982 - 1984)
- Major général Gueorgui Sabourov (1984)
- Lieutenant général Fedor Melnitchouk (1984-1988)
- Major général Iouri Grekov (1988 - 4 janvier 1989)
- Lieutenant général Anatoli Koretski (1989–1991)
- Lieutenant général Andreï Nikolaïev (février-juillet 1992)
- Lieutenant général Anatoli Pimenov (1992–1997)

### Lectures complémentaires
- David M. Glantz, Battle for Belorussia: The Red Army's Forgotten Campaign of October 1943 – April 1944, Lawrence, Kansas, University Press of Kansas, 2016 (ISBN 978-0-7006-2329-7)
- (ru) M.G. Grigorenko, Сквозь огненные вихри: боевой путь 11-й гвардеиской армии в Великой Отечественной войне, 1941-1945, Moscow, Voenizdat,‎ 1987 (OCLC 312419970)